# هیلزبورو (نیومکزیکو)
هیلزبورو (به انگلیسی: Hillsboro) یک منطقهٔ مسکونی در ایالات متحده آمریکا است که در شهرستان سیرا، نیومکزیکو واقع شده‌است. هیلزبورو ۱۲۴ نفر جمعیت دارد.